# 拉孔布德朗塞
拉孔布德朗塞（法語：La Combe-de-Lancey，法語發音：[la kɔ̃b də lɑ̃sɛ]）是法国伊泽尔省的一个市镇，属于格勒诺布尔区。

## 地理
拉孔布德朗塞（45°13'33"N, 5°53'52"E）面积18.55 平方千米，位于法国奥弗涅-罗讷-阿尔卑斯大区伊泽尔省，该省份为法国东南部内陆省份，北起顺时针与安省、萨瓦省、上阿尔卑斯省、德龙省、阿尔代什省、卢瓦尔省和罗讷省。
与拉孔布德朗塞接壤的市镇（或旧市镇、城区）包括：圣米里蒙泰蒙、勒韦尔苏、维拉尔博诺、勒韦勒、圣阿涅丝、旧圣让。

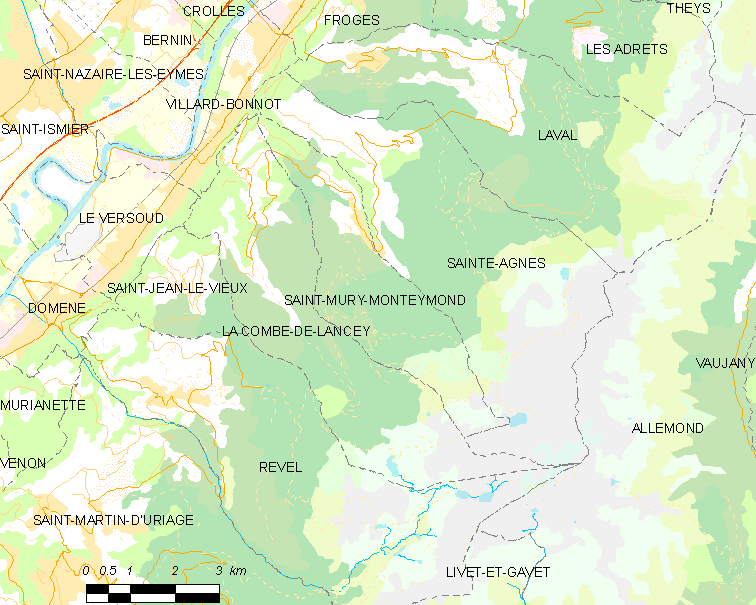
拉孔布德朗塞的OSM定位图

拉孔布德朗塞的时区为UTC+01:00、UTC+02:00（夏令时）。

## 行政
拉孔布德朗塞的邮政编码为38190，INSEE市镇编码为38120。

## 政治
拉孔布德朗塞所属的省级选区为中格雷西沃当县。

## 人口

1962-2008年间拉孔布德朗塞人口变化图示

拉孔布德朗塞于2022年1月1日时的人口数量为730人。